# Jenny Addamsová
Jenny Marie Beatrice Addamsová (15. února 1909 – 1990) byla belgická sportovní šermířka, která se specializovala na šerm fleretem. Belgii reprezentovala ve dvacátých, třicátých a čtyřicátých letech. Na olympijských hrách startovala v roce 1928, 1932, 1936 a 1948 v soutěži jednotlivkyň. Na olympijských hrách 1932 skončila v soutěži jednotlivkyň na čtvrtém místě. V roce 1938 obsadila třetí místo na mistrovství světa v soutěži jednotlivkyň.